# Jules Cayron (peintre)
Jules Cayron (né le 28 septembre 1868 à Paris 1er et mort le 23 octobre 1944 à Paris 17e) est un peintre français (scènes de genres et portraits).

## Biographie

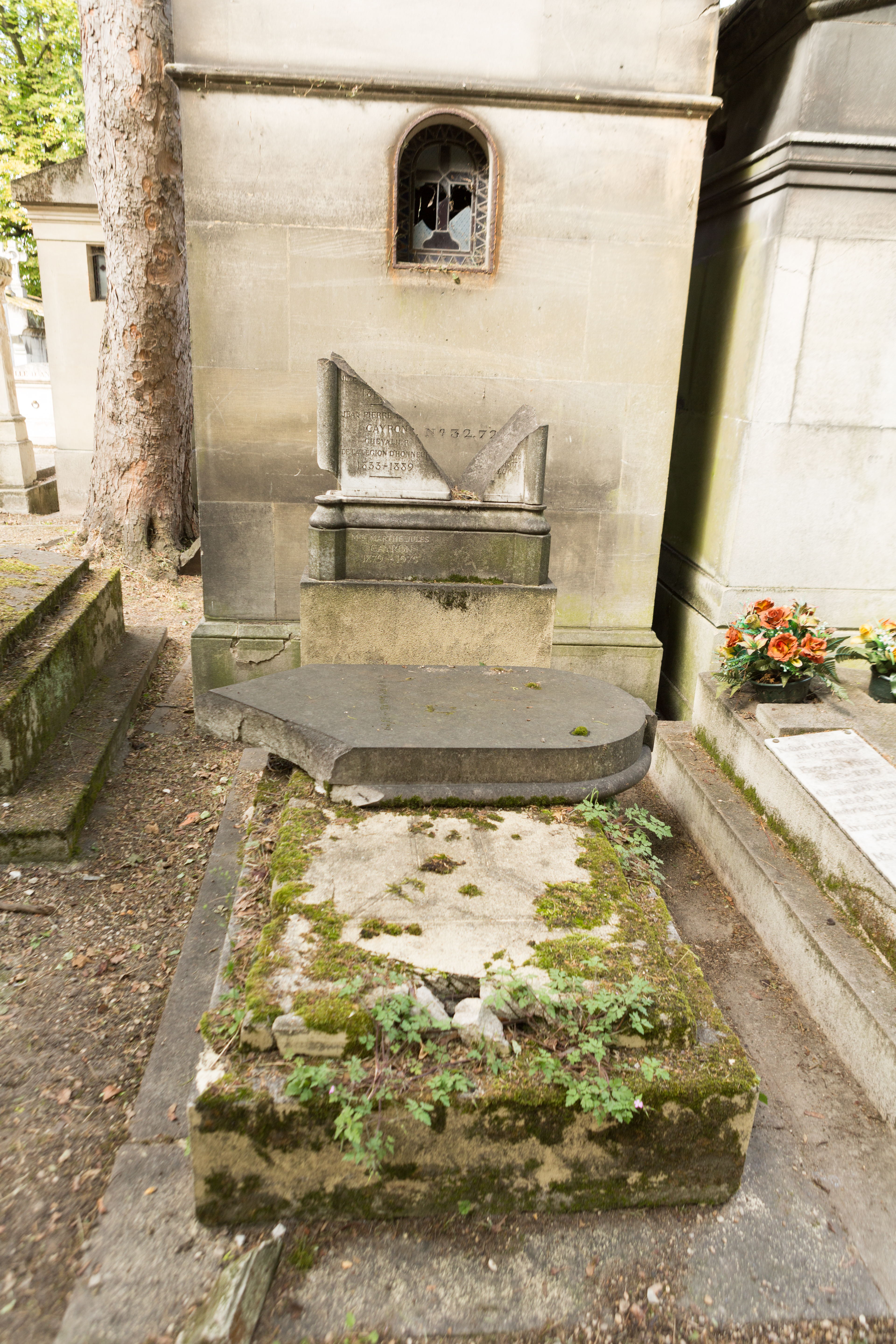
Sépulture au cimetière du Père-Lachaise.

Jules Cayron est né à Paris dans le 1er arrondissement le 28 septembre 1868, fils d'Alphonse Cayron, ancien officier de l'armée française décoré de la Légion d'honneur, et de Fanny Schmitz. Son père est le frère de Jules Noriac.
Après des études artistiques à l'École nationale supérieure des beaux-arts et un passage à l'Académie Julian avec comme professeurs Jules Lefebvre et Alfred Stevens, Jules Cayron expose régulièrement au Salon des artistes français à partir de 1888 et y obtient une médaille de 3e classe en 1902 et une médaille de 2e classe en 1905, année où il passe en hors-concours.
Spécialiste du portrait, il devient le peintre attitré de l'aristocratie et du monde du spectacle. Il est aussi l'auteur de scènes de genre. Ami de Berthe Cerny qu'il considère comme une sœur, il fait d'elle plusieurs portraits dont leur ami commun le photographe Vizzavona réalise des couvertures de magazine.(Le Théâtre, Les modes, La Vie heureuse).
Il épouse au Vésinet le 16 juillet 1901 Marthe Héloise Cortes.
Le couple a un fils qui meurt en 1924.
Jules devient l'ami de Maurice Leblanc qu'il côtoie à Étretat l'été, il est d'ailleurs l'auteur du frontispice de la biographie d'Arsène Lupin de Francis Lacassin.
Il collabore régulièrement a l'illustration du journal Les modes à qui il adresse ses portraits de la haute société parisienne.
Jules Cayron meurt le 23 octobre 1944 et est enterré au cimetière du Père-Lachaise (27e division).

## Récompenses
- Médaille au salon des artistes français (1905)
- Il est décoré chevalier de l'Ordre national de la Légion d'honneur en 1907, officier en 1927[8].
- Médaille d'or a l'exposition universelle de 1937

## Collections publiques
- Bibliothèque Marguerite-Durand, Portrait de Marguerite Durand(1897)[9]
- Musée de l'Hermitage, L'heure triste
- Musée d'Orsay, Portrait d'homme[10]
- Musée Carnavalet, La duchesse de Guise, portrait de Boni de Castellane en oriental (1912)
- Musée des beaux-arts de Bordeaux, Portrait de madame de Pitta[11]
- Musée des beaux-arts de Tours,  Portrait de Berthe Cerny (1907)
- Musée des beaux-arts de Nantes, Portrait de la générale Buat, La dame en bleu
- Musée d'art moderne André-Malraux, Le Havre, Portrait de femme
- Musée des beaux-arts de Rouen, Portrait d'Amélie Villetard
- Musée Fabre, Montpellier, Doux repos
- Musée Petiet de Limoux, Portrait de la mère de l'artiste

## Expositions
- Galerie Henry Graves du 8 au 28 mars 1906[12]
- Galeries Georges Petit du 16-31 mars 1912[13]